# 旧鴻池本店
旧鴻池本店（きゅうこうのいけほんてん）は大阪府大阪市此花区にある建築物。国の登録有形文化財。

## 概要

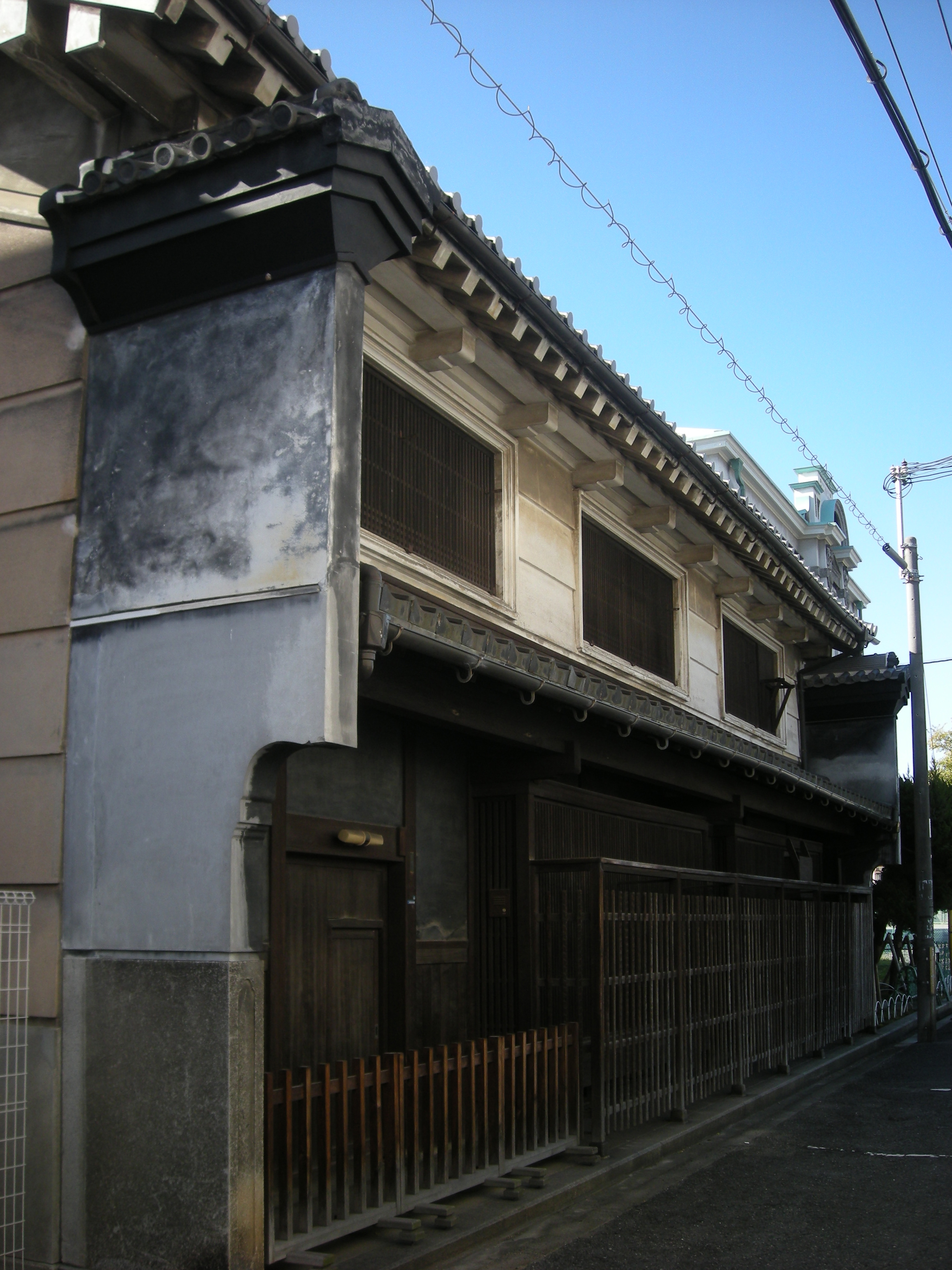
旧本宅 和風屋敷

和風屋敷に洋館をつけた和洋併置式邸宅で、「アールヌーヴォーの館」として知られる旧松本家住宅との類似から、設計者は久保田小三郎と考えられている。ステンドグラスを用いた装飾や、水洗トイレ、折りたたみ式のベッドなども設備されている。
明治13年（1880年）、鴻池忠治郎がここ伝法に運輸建設業鴻池組を起こし、明治42年（1909年）から昭和43年（1968年）に本社・本店社屋「鴻池ビル」が完成するまで本店として使われた。
2021年11月19日、文化審議会から文部科学大臣に登録有形文化財に登録するよう答申された。
内部は一般公開されていない。

## 周辺
- 正蓮寺　鴻池之墓
- 澪標住吉神社

## 交通アクセス
- 阪神なんば線伝法駅より東に、徒歩3分。